# Eskesberg
Eskesberg ist eine Ortslage im Westen der bergischen Großstadt Wuppertal.

## Lage und Beschreibung
Die Ortslage liegt auf einer Höhe von 216 m ü. NHN am südlichen Hang der Wuppertaler Nordhöhen im Wohnquartiers Varresbeck im Stadtbezirk Elberfeld-West. Benachbarte Ortslagen sind Saurenhaus, Schliepershäuschen, Düsselerhöhe, Lohrenbeck, Bergerheide, Häuschen, In der Beek, Am Krötelnfeld, Am Dorp, Varresbeck, Scheidt, Lüntenbeck, und Oberst.
Eskesberg liegt in der Nähe des Bachlaufs der Varresbeck, der aus nördlicher Richtung an Hof Beek vorbeifließt und südlich von Eskesberg nach Westen abknickt. Zwischen Eskesberg und Am Dorp liegt ein Dolinengebiet. Die Dolinen, die vermehrt ab 1980 entstanden sind, stammen von dem Krötelnfelder Bach, der von Falkenberg hinab in eine Bachschwinde übergeht und das kalkhaltige Gestein löst.
Der Name Eskesberg bezieht sich auf den Hof Eskesberg, der im 16. Jahrhundert im Besitz der Familie Esken war. Der Personenname ‚Esken‘ oder ‚Essken‘ entstand aus ‚Aeschines‘, als ein Hofbesitzer 1551 urkundlich erwähnt.

## Geschichte
Der ehemalige Hof Eskesberg gehörte zu den ältesten Bauwerken der Region. Aufgrund der typischen Bauweise mit dem Südgiebel und den vortragenden Geschossen schätze man in den 1980er Jahren sein Alter auf rund 400 Jahre. Nach einem Verzeichnis aus dem Jahr 1644 umfasste der Grundbesitz 104 kölnische Morgen und 90 Ruten, dies entspricht rund 33 Hektar. Ende des 16. Jahrhunderts kam die Familie Esken, eine bekannte Juristenfamilie in der Region, in den Besitz des Hofes. Bevor ihn die Familie Esken bewirtschaftete, war sein Name „Berg“ oder „Dietzberg“. Zunächst war der Hof Teil der kölnischen Herrschaft Elberfeld und später ein Teil des bergischen Amtes Elberfeld. Kirchlich gehörte er zum Pfarrsprengel Sonnborn, hofesrechtlich war er dem Hofesverband Elberfeld zugeordnet.
Der Hof ist als Eskesberg auf der Topographia Ducatus Montani des Erich Philipp Ploennies aus dem Jahre 1715 verzeichnet. Auf der Topographischen Aufnahme der Rheinlande von 1824 ist die Ortslage auch mit Eskesberg notiert.
1832 gehörte der Eskesberg zur Dorper Rotte des ländlichen Außenbezirks des Kirchspiels und der Stadt Elberfeld. Der laut der Statistik und Topographie des Regierungsbezirks Düsseldorf als Ackergut kategorisierte Ort wurde als Am Eskesberg bezeichnet und besaß zu dieser Zeit drei Wohnhäuser und fünf landwirtschaftliche Gebäude. Zu dieser Zeit lebten 18 Einwohner im Ort, alle evangelischen Glaubens.
Im Adressbuch von 1850 ist die Ortslage als ‚Eskesberg‘ notiert, ab 1875 ‚am Eskesberg‘. Eine Straße mit dem Namen Am Eskesberg, die von dem Otto-Hausmann-Ring abzweigt und heute an dem Fliednerweg endet, wurde zu einem unbekannten Datum benannt.
Südlich von Eskesberg wurde ab dem Ende des 19. Jahrhunderts noch bis in die 1950er-Jahre Kalkstein abgebaut. Es gab zwei Gruben, der östliche wurde Grube Dorp und die westliche Grube Eskesberg genannt. Die beiden Gruben wurden anschließend als Deponien genutzt.
Der Hof wurde bis in der Mitte der 1970er Jahre bewirtschaftet, auf den umliegenden Wiesen weideten unter anderem Kühe und Schafe. Dann wurde das Umland als Neubaugebiet erschlossen. Die Krummacherstraße, die von der Düsseldorfer Straße (Bundesstraße 7) abzweigt, wurde vom Westen her, nach Osten hin verlängert. 1981 mussten die Gebäude des Hofes einer weiteren Straßenerweiterung weichen. Durch Vermittlung des Wuppertaler Historikers Klaus Goebel ließ der neue Besitzer den Hof abbauen, der schon stark in der Bausubstanz gefährdet war. Das Fachwerkhaus wurde dann unter Verwendung einiger alter Gebäudeteile rund 100 Meter weiter östlich wieder als Waldhotel Eskeshof (Hausanschrift Krummacherstraße 251) aufgebaut. Als Baudenkmal wurde es aber entgegen den ursprünglichen Planungen nicht anerkannt, da zu große Veränderungen an der Bausubstanz vorgenommen worden waren.